# Boris Antonowitsch Tschetwertinski

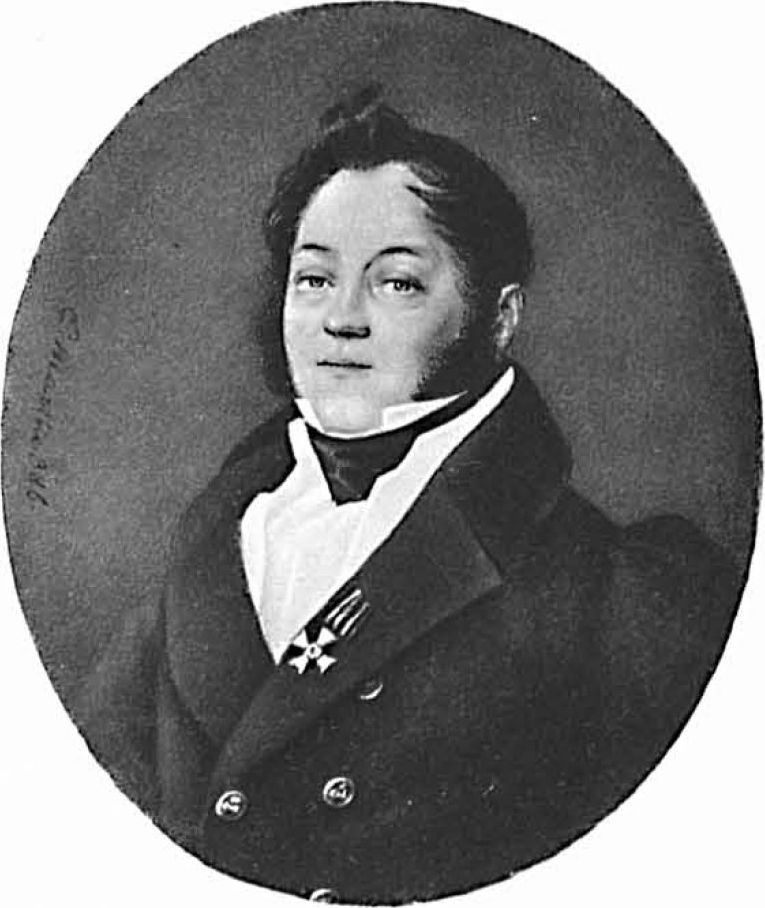
Pierre Edmond Martin:
Fürst Boris Tschetwertinski

Fürst Boris Antonowitsch Tschetwertinski (russisch Борис Антонович Четвертинский, wiss. Transliteration Boris Antonovič Četvertinskij; * 1784 in Przemyśl; † 23. Januar 1865 in Moskau) aus dem polnischen Adelsgeschlecht der Tschetwertinskis war ein Oberst der Russischen Armee. Der Kämpfer gegen Napoleon war der Bruder der Fürstinnen Marija Naryschkina und Schanetta Antonowna Tschetwertinskaja.

## Leben
Boris, der Sohn von Kastellan Fürst Antoni Stanislaw Swjatopolk-Tschetwertinski (1748–1994) und seiner Gattin Baronesse Thekla von Campenhausen († 1784), wurde am 11. November 1792 in das Preobraschensker Leib-Garderegiment aufgenommen.
Nach dem Kościuszko-Aufstand wurde der Vater am 24. Juni 1794 von den Polen in Warschau als Gefolgsmann Russlands erhängt. Katharina II. nahm die verwaiste Familie unter ihre Fittiche: Die Witwe – also die zweite Frau des Hingerichteten – bekam in Litauen im Gouvernement Grodno ein Gut mit 1500 Leibeigenen und Boris wurde in der russischen Kadettenanstalt ungeachtet seiner Jugend am 1. Januar 1796 Leutnant des oben genannten Preobraschensker Regiments. Paul I. und Alexander I. förderten den jungen Soldaten weiterhin: Am 6. November 1803 war Boris Tschetwertinski bereits Oberst. Am 18. Juni 1805 trat er in das Kaiserliche Husaren-Garderegiment ein. Bis zu seiner Pensionierung am 16. Juli 1813 kämpfte Boris Tschetwertinski gegen Napoleon: Für seine Teilnahme am Dritten Koalitionskrieg wurde er unter Kutusow mit dem Orden des Heiligen Georg und mit dem „Goldenen Schwert für Tapferkeit“ ausgezeichnet. Im Vierten Koalitionskrieg kämpfte er im Spätherbst 1806 unter Feldmarschall Kamenski. Nach der Schlacht bei Preußisch Eylau erhielt Boris Tschetwertinski am 20. Mai 1807 den Pour le Mérite. Die Schlacht bei Friedland brachte die Auszeichnung mit dem Orden des Heiligen Wladimir, verliehen am 21. September 1807. Am 20. Mai 1808 wurde Boris Tschetwertinski mit dem Orden der Heiligen Anna dekoriert. Gegen den Willen des Zaren quittierte der kriegsmüde Oberst am 11. Februar 1810 den Dienst; übernahm aber am 1. Juli 1812 patriotisch-pflichtgemäß ein Kosaken-Regiment. Nach dem Ende des Frühjahrsfeldzuges 1813 – also bald nach dem Gefecht bei Luckau – zog sich Boris Tschetwertinski endgültig vom aktiven Kriegsdienst zurück.
Er wurde Staatsrat, am 6. April 1835 unter Nikolaus I. Stallmeister  und unter Alexander II. am 26. August 1856 Oberstallmeister.
Boris Tschetwertinski wurde auf dem Gelände seines Gutes im Landkreis Podolsk beigesetzt.

## Familie

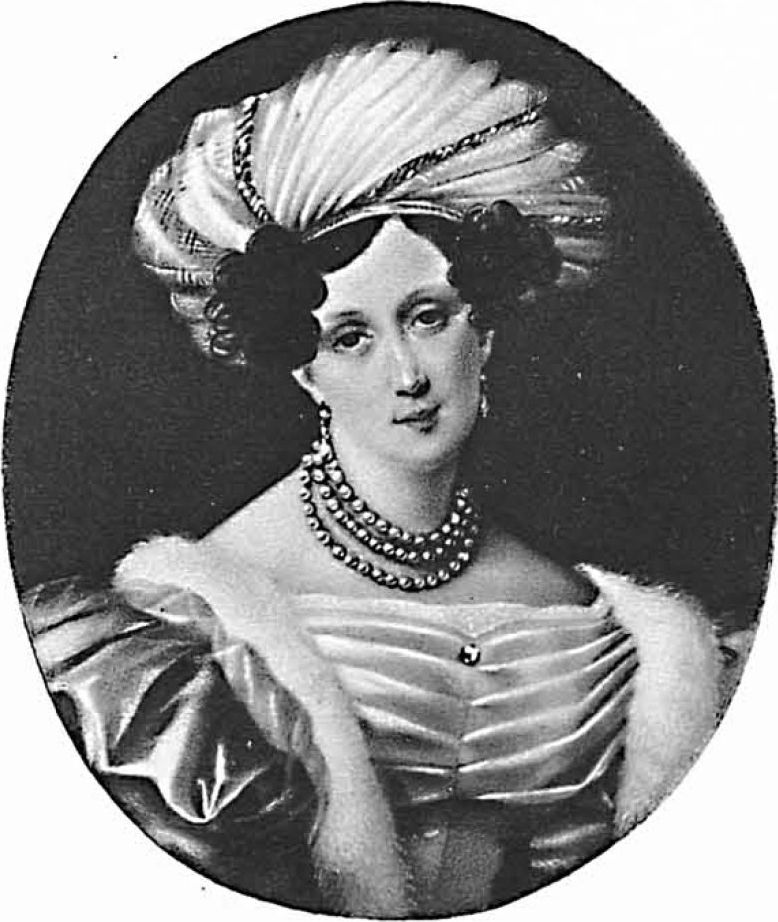
Pierre Edmond Martin:
Boris Tschetwertinskis Ehefrau
Fürstin Nadeschda Fedorowna

Boris Tschetwertinski heiratete am 8. Januar 1811 die Fürstin Nadeschda Fedorowna Gagarina (1792–1883). Das Paar hatte drei Söhne und sechs Töchter:
- Boris (1811–1862)
- Nadeschda (1812–1909)
- Fjodor (1814–1831)
- Jelisaweta (1815–1869)
- Praskowja (1818–1899)
- Wladimir (1824–1859)
- Natalja (1825–1906)
- Wera (1826–1894)
- Marija († 1877)

## Weitere Auszeichnungen
- 1837 Orden des Heiligen Stanislaus[9]
- 1839 Orden der Heiligen Anna
- 1845 Orden des Heiligen Wladimir
- 1849 Kaiserlich-Königlicher Orden vom Weißen Adler